# NGC 4088
إن جي سي 4088 مجرة حلزونية متوسطة تقع في اتجاه كوكبة الدب الأكبر وتشكل زوج مجري مع المجرة إن جي سي 4085 التي تقع على 11 درجة وهذا قد يفسر التشوة الظاهر في اذرع المجرة. إن جي سي 4088 مجرة حلزونية بتصميم عظيم . وهو نوع من المجرات الحزونية تكون فية الأذرع الحلزونية بارزة وواضحة المعالم، حيث تمتد بوضوح في جميع أنحاء المجرة.ادرج هالتون آرب هذة المجرة ضمن أطلس المجرات الغريبة .

## المجموعة المجرية

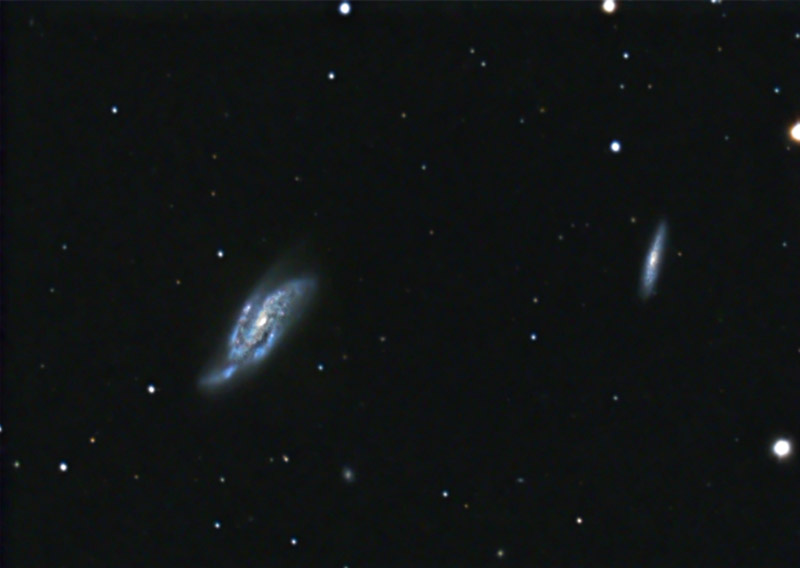
صورة هاوي للمجرة NGC 4088, يسار, ورفيقتها المجرة NGC 4085, يمين.

كلا المجرتين إن جي سي 4085 و إن جي سي 4088 تنتميان لمجموعة مجرات م109 وهي مجموعة مجرات تقع في كوكبة الدب الأكبر وتبعد عنا (مركزها يبعد عنا) 55 مليون سنة ضوئية تقريباً. وقد سُميت المجموعة بهذا نسبة إلى ألمع مجراتها ظاهرياً وهي مجرة مسييه 109 الحلزونية.
.

## المستعر SN 2009dd
في 13 نيسان 2009، تم اكتشاف SN 2009dd في إن جي سي 4088. وكان القدر الظاهري لة 13.8. وأصبح ثالث المع سوبر نوفا في عام 2009.